# Lennie Lawrence
Robin Michael Lawrence (Brighton, 12 dicembre 1947) è un dirigente sportivo, allenatore di calcio ed ex calciatore inglese.

## Carriera

### Giocatore
Ha giocato a livello dilettantistico con Croydon, Carlshalton e Sutton Utd.

### Allenatore e dirigente
Inizia ad allenare nel 1978, quando viene promosso ad allenatore ad interim del Plymouth, nella terza divisione inglese, ottenendo 2 pareggi e 3 sconfitte in 5 partite allenate; successivamente torna a ricoprire il ruolo di assistente allenatore nel club, che già aveva ricoperto prima di diventare allenatore ad interim; ricopre un ruolo analogo nel Lincoln City dal 1980 al 1982 (il primo anno in quarta divisione, il secondo in terza divisione, in seguito alla vittoria della Fourth Division nella stagione 1980-1981).
Nel 1982 sale di categoria, diventando vice del Charlton, club della seconda divisione inglese; dopo pochi mesi viene però nominato allenatore della squadra, con cui conclude la Second Division 1982-1983 al diciassettesimo posto in classifica, riuscendo così ad evitare la retrocessione in Third Division: viene quindi rinconfermato anche per le stagioni seguenti, nelle quali, nonostante le difficoltà economiche del club, riesce sempre ad ottenere la salvezza. Nella stagione 1985-1986 conquista addirittura un secondo posto in classifica, grazie al quale il Charlton ottiene la promozione in prima divisione, categoria nella quale non giocava dal 1956.
Nella stagione 1986-1987, il Charlton, da neopromosso, raggiunge la finale di Full Members Cup, perdendola contro il Blackburn; in campionato, invece, arriva quartultimo in classifica, evitando la retrocessione grazie alla vittoria nello spareggio interdivisionale vinto contro il Leeds Utd, quarto classificato nel campionato di Second Division. Anche i due campionati successivi, terminati rispettivamente con un diciassettesimo ed un quattordicesimo posto in classifica, consentono al Charlton di evitare la retrocessione, che però arriva al termine del campionato 1989-1990, chiuso al diciannovesimo (e penultimo) posto in classifica; nonostante la retrocessione Lawrence viene riconfermato anche per la stagione 1990-1991, nella quale la sua squadra arriva sedicesima in classifica nel campionato di Second Division.
Nell'estate del 1991 Lawrence lascia dopo nove anni di permanenza il Charlton, per trasferirsi sempre in Second Division al Middlesbrough, con cui nel suo primo anno da allenatore si qualifica per la semifinale di Coppa di Lega inglese e, grazie ad un secondo posto in classifica in campionato, ottiene la promozione nella neonata Premier League, dalla quale il Boro però retrocede arrivando ventesimo (e, quindi, terzultimo) nel campionato 1992-1993; Lawrence anche in questa circostanza rimane in carica per un anno dopo la retrocessione, nel quale ottiene un nono posto in classifica nella seconda divisione inglese. Inizia poi la stagione 1994-1995 al Bradford City, in terza divisione, categoria nella quale la sua squadra arriva quattordicesima in classifica; viene riconfermato anche per la stagione 1995-1996, salvo poi dimettersi dall'incarico il 27 novembre 1995 per diventare subito dopo allenatore del Luton Town, club di seconda divisione, categoria dalla quale però retrocede già al termine del campionato 1995-1996. Tra il 1996 ed il 2000 Lawrence allena il Luton in terza divisione, sfiorando la promozione nella sua prima annata in questa categoria (caratterizzata da un terzo posto in classifica e dalla sconfitta nelle semifinali dei play-off contro il Crewe Alexandra) ed ottenendo dei piazzamenti a metà classifica nelle tre successive stagioni. Lasciato il club, va al Grimsby Town, dove dall'estate del 2000 al 28 dicembre 2001 allena in seconda divisione, ottenendo la salvezza nel suo primo anno e venendo esonerato a stagione in corso nel secondo.
Nell'estate del 2001 viene ingaggiato dal Cardiff City, inizialmente come consulente dell'allenatore Alan Cork e, dal 18 febbraio 2002, al posto di quest'ultimo come allenatore della squadra, con cui al suo primo anno ottiene un quarto posto in classifica nella terza divisione inglese, con successiva sconfitta nella semifinale play-off. Nel campionato seguente il Cardiff arriva invece terzo in classifica, vincendo poi la finale play-off contro il QPR, e venendo quindi promosso in seconda divisione, campionato nel quale nella stagione 2003-2004 i gallesi arrivano tredicesimi in classifica e nel campionato 2004-2005, l'ultimo di Lawrence da allenatore della squadra, sedicesimi in classifica. Durante la sua permanenza sulla panchina del club gallese, Lawrence vince inoltre una FAW Premier Cup (nella stagione 2001-2002), e gioca due semifinali della medesima competizione (nelle stagioni 2002-2003 e 2003-2004).
Dal 2005 al 2010 Lawrence lavora come dirigente dei Bristol Rovers, nella terza divisione inglese, mentre nel 2010, dopo qualche mese da consulente nella sua ex squadra dilettantistica del Carshalton Athletic, diventa direttore tecnico dell'Hereford Utd, in quarta divisione, ricoprendo tale ruolo per il resto della stagione 2010-2011.
Il 20 gennaio 2011 viene ingaggiato dal Crystal Palace, club di seconda serie, per diventare vice del neoallenatore Dougie Freedman; ricoprirà tale incarico fino al 23 ottobre 2012, quando Freedman lascia il club per diventare allenatore del Bolton. Nell'occasione, Lawrence viene nominato allenatore ad interim della squadra in coppia con Curtis Fleming, restando in carica per due partite, nelle quali conquista una vittoria ed un pareggio. Dopo queste partite lascia a sua volta il Crystal Palace per seguire Freedman al Bolton come vice. Lavorerà con quest'ultimo anche nella sua esperienza da allenatore del Nottingham Forest. Successivamente, ha trascorso i primi mesi della stagione 2016-2017 lavorando come vice di Paul Trollope al Cardiff, in seconda divisione; lascia poi il club in seguito all'esonero di Trollope; nella seconda parte della stagione lavora come consulente tecnico al Newport County in quarta divisione.

## Palmarès

### Allenatore

#### Competizioni nazionali
- FAW Premier Cup: 1

Cardiff City: 2002-2002